# Antoine Ozanam
Antoine Lebaude (20 de maio de 1970), mais conhecido como Antoine Ozanam ou apenas Ozanam, é um roteirista de histórias em quadrinhos francês. De 2007 a 2014, foi um dos principais autores do selo Kstr, da editora Casterman, o qual escreveu treze álbuns. Já publicou diversos romances gráficos, entre os quais Succombe qui avoir (desenhos de Enrico Rica) e Burn Out (ilustrado por Mikkel Sommer).  Ozanam trabalhou com a artista brasileira Julia Bax na HQ Princesse Caraboo e com o quadrinista Lelis nos álbuns Last Bullets, Gueule Noire e Popeye: Um Homem ao Mar. Pela edição brasileira deste último, ganhou em 2022 o 34º Troféu HQ Mix na categoria de melhor adaptação para os quadrinhos..